# Universo di The Vampire Diaries
Questa voce contiene un elenco delle creature soprannaturali, dei luoghi e degli oggetti presenti nelle serie televisive The Vampire Diaries, The Originals e Legacies.

## Creature soprannaturali

### Introdotte inThe Vampire Diaries
Di seguito sono elencate le creature apparse per la prima volta in The Vampire Diaries.

#### Vampiri
I vampiri sono cadaveri viventi che discendono da una famiglia vissuta al tempo dei Vichinghi, gli Originali. Sopravvivono bevendo il sangue di altre creature, che sia umano o animale, altrimenti rischiano di incorrere in un processo di disidratazione fino all'essiccamento. Hanno sensi più sviluppati degli esseri umani, emozioni più forti e sono dotati di numerosi poteri, come la superforza, la supervelocità, le emozioni amplificate, la capacità di spegnere le proprie emozioni, il soggiogamento delle persone (tranne le streghe, i licantropi che hanno scatenato la maledizione e i cacciatori della Fratellanza dei Cinque), la manipolazione dei sogni e la guarigione istantanea. Sono, inoltre, immortali. Questo non impedisce, tuttavia, che abbiano dei punti deboli: possono morire se esposti alla luce del Sole, decapitati, bruciati, morsi da un licantropo, se gli viene strappato il cuore, se trafitti al cuore dal legno, se la loro essenza vitale viene prosciugata da una magia particolarmente potente o se sottoposti a una magia di enorme portata. Risultano indeboliti se feriti dal legno in altri punti o se entrano in contatto con la verbena, la quale li ustiona e impedisce agli umani che la assumono o ne sono in diretto contatto di essere soggiogati mentalmente. Gli Originali, diversamente dai vampiri che discendono da loro, possono essere feriti da verbena e legno, seppur con minore efficacia, ma possono morire solo se viene trafitto loro il cuore con un paletto di quercia bianca. Anche il Sole è molto pericoloso in quanto ustiona la loro pelle, ma hanno ovviato a questo problema tramite gli anelli solari. I vampiri possono entrare nelle case altrui solo se invitati da qualcuno che ci abita. Affinché un essere umano si trasformi in vampiro, è necessario che muoia entro 24 ore dalla consumazione del sangue di uno di questi non-morti. Dopo la morte, il corpo si risveglia in uno stato di transizione e, per completare la trasformazione, bisogna bere del sangue umano entro mezza giornata circa, pena la morte. La forza dei vampiri è determinata dalla loro età: più sono vecchi e più sono forti. I vampiri possono assumere un volto più spaventoso di quello umano quando si nutrono o quando sono intrisi di brama di sangue o rabbia (ma possono anche farlo semplicemente con la volontà): le vene intorno agli occhi si gonfiano, diventando più scure e visibili, gli occhi si iniettano di sangue e i canini si appuntiscono.
Inoltre i vampiri non possono procreare, le uniche eccezioni sono Caroline e Klaus: Caroline è stata incinta di gemelle non sue a causa della magia, invece Klaus perché in origine era un lupo mannaro (o licantropo).
Vampiri Originali - Gli Originali sono i primi vampiri del mondo avendo mille anni. All'origine erano semplici esseri umani finché la loro madre, una strega, uso la magia per trasformarli in esseri abbastanza forti da combattere i licantropi. Sono i vampiri più vecchi del mondo, e quindi sono i più forti. Non possono essere uccisi ne con paletti di legno, ne col fuoco ne dal morso di un licantropo e nemmeno la luce del sole; inoltre possono soggiogare gli altri vampiri. Tuttavia hanno alcune debolezze dei normali vampiri: come ad esempio la verbena. L'unica cosa che può ucciderli è il legno della Quercia Bianca, l'albero che la loro madre usò per trasformarli. Se vengono trafitti con un pugnale imbevuto con le ceneri della Quercia Bianca, cadono in uno stato comatoso simile all'essicamento, tuttavia se la lama viene rimossa dal loro corpo si rianimano. Ogni Originale è legato ai vampiri che discendono dalla loro linea di sangue: quindi se un Originale muore, muoiono con lui tutti i vampiri appartenenti alla sua linea.
Vampiri mutati – Per mezzo di alcuni esperimenti di una società segreta del Whitmore College, esistono vampiri che possono essere collocati in una nuova razza. Questi ultimi hanno alcune notevoli caratteristiche dei vampiri normali: per sopravvivere hanno bisogno di nutrirsi del sangue di vampiri normali e sono più forti di vampiri molto più anziani (sebbene non se ne conosca l'estensione, ma un vampiro appena creato è stato capace di sottomettere Damon, vampiro di un secolo e mezzo circa, senza problemi) e la loro forza aumenta in base alla sete di sangue. Per restare in forze e non essere divorati dalla fame hanno necessità di bere sangue di vampiro ogni otto ore. Hanno tutte le debolezze e i punti di forza dei vampiri normali, le uniche differenze sono le sopracitate potenza fisica e tipo di alimentazione. Il loro volto da vampiri differisce da quello dei vampiri comuni per le vene, le quali si estendono lungo tutto il viso, probabilmente a causa dell'eccessiva brama di sangue che provano dinanzi a un loro simile.
Vampiri immortali – Sono succeduti alle sirene come nuovi emissari di Arcadius. Gli unici due vampiri immortali sono Damon e Stefan. Le loro capacità fisiche sono pressappoco identiche a quelle di un qualsiasi vampiro bicentenario, con la differenza che non possono essere uccisi, a meno che non venga ucciso Arcadius o non vengano meno all'accordo stipulato con quest'ultimo.

#### Streghe
Le streghe sono esseri umani, sia femmine sia maschi, in grado di cambiare la realtà con la magia. I poteri di una strega sono ereditari e si sviluppano durante l'adolescenza. Essi includono l'abilità di evocazione, il controllo e lo stordimento della mente, l'inflizione del dolore, la preveggenza, la telecinesi e la mescita di pozioni. Ogni strega possiede un grimorio, cioè un libro, trasmesso di generazione in generazione, nel quale sono raccolti incantesimi, ricette di pozioni e altri rituali. Essendo ancora esseri umani, sono mortali, ma possono decedere anche per uso eccessivo della magia. Resistono al soggiogamento dei vampiri anche se non praticano la magia. Il talento di una strega si misura anche in base all'età in cui incomincia a praticarla, più una strega è precoce e più è promettente.
Viaggiatori – I Viaggiatori sono una setta di streghe nata ai tempi di Silas e Qetsiyah. Quando quest'ultima creò l'incantesimo per l'immortalità, si creò uno scisma tra le streghe, che si divisero in due fazioni: chi approvava il suo operato e chi lo disprezzava. Il secondo gruppo prese il sopravvento e maledì l'altro, facendo in modo che, ovunque si stabilisse, accadessero disgrazie, costringendolo così a una vita nomade, alla quale è dovuto il nome di "viaggiatori". Al contrario delle altre streghe, la loro magia non trae forza dalla natura. I Viaggiatori hanno creato un incantesimo nuovo, l'Incantesimo del Passeggero, che permette non solo al loro spirito di trasferirsi nel corpo di un'altra persona e controllarla, ma anche di sopravvivere alla morte del loro corpo originale. L'Incantesimo del Passeggero può essere annullato solo trafiggendo l'ospite con uno speciale coltello che porta alla morte il Viaggiatore e lascia intatto il corpo che lo ospita. Lo scopo dei Viaggiatori è eliminare la magia degli Spiriti usata dalle altre streghe, obiettivo che, se raggiunto, porterebbe all'estinzione di vampiri e ibridi, nati utilizzando una forma oscura di questa magia. Tale scopo è venuto meno nel momento in cui il capo dei Viaggiatori, Markos, è stato ucciso insieme a molti altri suoi simili.
Sciamani - Gli sciamani sono una sottosezione di streghe nate senza la capacità di generare la propria magia, ma possiedono un potere raro che consente loro di sottrarre la magia da altre fonti e usarla per i propri scopi.

#### Licantropi
I licantropi sono esseri umani che, alla luce della Luna piena, si trasformano in lupi dotati di forza e velocità inusuali. Hanno le stesse abilità dei vampiri e alcune proprie: la visione notturna e un morso letale per i vampiri, ma non per gli Originali. Possiedono alcuni poteri anche in forma umana, in particolare una maggiore forza fisica, ma non al livello dei vampiri. Le loro prede principali sono gli umani, ma attaccano anche i vampiri, con i quali sono in lotta da secoli. Essi, temendo il loro morso, ne hanno sterminati molti, portandoli quasi all'estinzione. I licantropi possono essere uccisi rompendogli l'osso del collo, estraendogli il cuore e utilizzando la magia. Il contatto con l'aconito o strozzalupo causa loro debolezza, mentre l'argento non solo è innocuo ma ogni ferita provocata con esso guarisce all'istante. Un essere umano può possedere il gene della licantropia, ma non trasformarsi mai. Questo accade perché il gene deve essere attivato uccidendo qualcuno e, con l'adolescenza, sembra che la natura stessa del lupo spinga per essere liberata, infatti i licantropi tendono a essere molto più irascibili e tendenti ad arrabbiarsi quando si avvicinano alla maturità e ciò li porta facilmente a rischiare di uccidere qualcuno pur senza volerlo davvero. I licantropi in forma di lupo sono più forti e veloci di vampiri anche molto anziani, mentre in forma umana sono più deboli rispetto ai vampiri. Tuttavia, anche in forma umana un licantropo, in preda a una forte rabbia, può accedere per poco tempo a una parte del potere del lupo e riuscire a mettere all'angolo un vampiro. La trasformazione è molto dolorosa e può durare alcune ore. I licantropi con il gene della licantropia attivato non possono essere soggiogati dai vampiri.

#### Ibridi
Gli ibridi sono creature per metà vampiro e per metà licantropo. Il primo esemplare della razza risulta essere Klaus: ha infatti ereditato la natura di licantropo dal padre naturale, mentre ha acquisito quella di vampiro dopo l'incantesimo che ha trasformato lui e la sua famiglia in vampiri. Un licantropo può essere trasformato in ibrido dopo essere morto con sangue di ibrido in circolo, aver bevuto il sangue della doppelgänger e aver terminato la transizione in vampiro (è necessario il sangue della doppelgänger perché Klaus venne maledetto dalla madre in modo che questo fosse il solo modo per fargli creare altri ibridi se l'avesse spezzata). Dopo la trasformazione, l'ibrido prova un senso di asservimento per il suo creatore, che lo porta a obbedire anche involontariamente a quello che gli viene ordinato. Essendo l'ibrido Originale, Klaus ha una forza e una velocità nettamente superiori ai licantropi e ai comuni vampiri e risulta più forte anche dei vampiri Originali. Anche gli altri ibridi sono più forti e veloci dei licantropi e della maggior parte dei vampiri, eccetto dei vampiri Originali e dei vampiri estremamente anziani come Nadia (sebbene un neo ibrido, se arrabbiato, possa essere più forte di vampiri centenari, infatti il primo ibrido fallimentare di Klaus, in preda alla rabbia, non poteva essere trattenuto neanche da Damon, vampiro di oltre 150 anni). Gli ibridi possono trasformarsi in lupo quando vogliono, sono immuni al Sole, possono essere feriti dal legno, ma muoiono solo per decapitazione o se gli viene strappato il cuore, con l'eccezione di Klaus che può morire solo se gli si trafigge il cuore con il legno di una quercia bianca. Il morso di un ibrido può uccidere qualsiasi vampiro, caratteristica ereditata dai licantropi, tranne gli Originali. Klaus è l'unico in grado di procreare pur essendo per metà vampiro. Essendo per metà vampiri, gli Originali possono soggiogarli se non assumono verbena. Sono vulnerabili sia alla verbena sia allo strozzalupo, ma sono più resistenti a essi rispetto ai vampiri e ai licantropi.

#### Doppelgänger
Una doppelgänger (nella versione originale pronunciato all'inglese [dɑp(ə)ɫˈɡæŋɡɚ], nella versione italiana pronunciato [doppelˈɡaŋɡer], con la "ä" pronunciata come una "a" italiana anziché come una "e" come richiederebbe la pronuncia originale tedesca) è una copia reale di una persona vivente o no. I doppelgänger apparsi in The Vampire Diaries sono stati creati dalla natura per mantenere l'equilibrio dopo che Silas e Amara sono divenuti immortali. Non hanno capacità soprannaturali, ma il sangue delle doppelgänger Petrova è in grado di spezzare la maledizione che assopisce la natura di licantropo del vampiro originale Klaus, di potenziare e rendere valido ogni rito legato all'ibrido, e permettere la creazione di nuovi ibridi. Il loro sangue è utilizzabile per amplificare la forza degli incantesimi di una strega, essendo creature rarissime e soprannaturali. Nella terza stagione, inoltre, il sangue della doppelgänger viene utilizzato per creare un nuovo vampiro dalle caratteristiche simili a quelle di un Originale, ma molto più forte, e immune al legno della quercia bianca, ma legato alla vita di Elena (dal momento che doveva esserci qualcosa che rendesse Alaric mortale). Nella quinta stagione si scopre che se restano in vita solo due doppelgänger, uno di Amara e uno di Silas, il loro sangue è molto utile per potenziare enormemente gli incantesimi dei Viaggiatori, e persino in grado di annullare la magia dello spirito sull'intero pianeta fino a quando i doppelgänger restano in vita.

#### Immortali
Gli immortali sono persone che hanno bevuto l'elisir dell'immortalità creato da Qetsiyah 2000 anni fa: Silas e Amara. Gli immortali sono, come dice il nome stesso, impossibili da uccidere e non perdono mai sangue, neanche se viene loro perforato il cuore. La loro forza è superiore a quella media di un umano, ma inferiore a quella di un Cacciatore, mentre la loro velocità e i loro sensi sono identici a quelli degli umani. Hanno due cose in comune con i vampiri: si nutrono di sangue e controllano la mente altrui, ma essi sono in grado di controllare chiunque con la loro mente, comprese streghe, licantropi e vampiri Originali. Solo i Cacciatori sono immuni al loro potere. Possono creare illusioni senza difficoltà e controllare la mente di più soggetti simultaneamente anche senza vedere direttamente le loro vittime, leggono nel pensiero e possono cagionare torture fisiche condizionando la mente grazie alle summenzionate illusioni. Più sangue bevono e più sono potenti. Essendo immortali la natura, per ripristinare un equilibrio, crea ciclicamente dei doppelgänger che, a differenza loro, possono morire. Una strega molto potente, usando un doppelgänger di un immortale, può togliere tutti i poteri mentali a quest'ultimo tramite un incantesimo applicato direttamente al cervello del doppelgänger, che viene connesso all'immortale a lui identico. Tale incantesimo priva il doppelgänger della sua memoria e l'immortale dei suoi poteri mentali ma, se il doppelgänger viene ucciso, l'immortale ottiene di nuovo i suoi poteri.

#### Cacciatori
I cacciatori sono persone che hanno il compito e l'intento di uccidere i vampiri per completare un tatuaggio, che rappresenta la mappa per trovare la cura contro l'immortalità in grado di rendere mortale Silas. Ne esistono cinque, gli unici noti sono: Connor, Alexander, Jeremy, Vaughn e Vicente. Chiunque uccida un cacciatore ne viene perseguitato con un secolo di allucinazioni devastanti e, pur di farle cessare, arriva a desiderare di togliersi la vita. L'unico modo per far cessare le allucinazioni è che un altro potenziale Cacciatore uccida un vampiro, diventando così uno dei Cinque, prendendo il posto del suo predecessore. I cacciatori sono immuni a qualsiasi forma di illusione e controllo mentale, essendo stati creati per uccidere Silas, i cui poteri si basano tutti sulla manipolazione della mente. Tuttavia i Cacciatori sono inconsciamente programmati in modo soprannaturale per odiare e i uccidere i vampiri istintivamente, senza curarsi che il vampiro possa essere una persona cara o meno (infatti Jeremy rischia di uccidere Elena). Quando viene trovata la cura, il tatuaggio sul corpo dei Cacciatori scompare definitivamente, ma essi mantengono la loro soprannaturalità. Non si sa alla morte di un Cacciatore altri possano diventarlo, dal momento che la loro missione, ovvero trovare la cura e uccidere Silas, è stata compiuta.

#### Fantasmi
I fantasmi sono gli spiriti di alcune persone morte durante la serie o prima. Essi si trovano dall'Altra Parte, il purgatorio soprannaturale creato da Qetsiyah 2000 anni prima e che intrappola gli esseri soprannaturali dopo la loro morte. Non tutti gli esseri soprannaturali diventano fantasmi, infatti sembra che se una persona rimanga "pura", possa ascendere direttamente al piano superiore, come è accaduto a Jenna, la zia di Elena, morta vampira ma senza aver mai fatto del male a nessuno. Tutti i fantasmi spariscono quando l'Altra Parte implode.

#### Ancora
L'ancora è un essere vivente che funge, come dice il nome stesso, da ancora per il purgatorio soprannaturale, chiamato anche Altra Parte. Se una strega diventa l'Ancora, essa perde i suoi poteri. L'Ancora esiste sia dall'Altra Parte sia nel mondo reale, potendo quindi vedere, comunicare e toccare sia i vivi sia gli esseri soprannaturali defunti. Quando un essere soprannaturale muore, il suo spirito passa attraverso l'Ancora per entrare dall'Altra Parte e ogni volta che ciò accade l'Ancora prova un dolore atroce. Solo due persone sono state l'Ancora prima che l'Altra Parte venisse distrutta: Amara, la prima immortale insieme a Silas, e poi Bonnie. Se l'Ancora venisse uccisa l'Altra Parte verrebbe distrutta, ma quando i Viaggiatori usano il sangue di Stefan ed Elena, gli ultimi due doppelgänger maschio e femmina al mondo, per riportare in vita il loro leader Markos, creano uno sfaldamento nella struttura dell'Altra Parte, provocandone la distruzione, compresa quella dell'Ancora, ma grazie a sua nonna Bonnie riesce a salvarsi smettendo di essere l'Ancora e venendo dislocata in un mondo prigione della congrega Gemini.

#### Eretici
Gli eretici sono esseri metà vampiri e metà streghe. Non possono creare la magia, ma solo assorbirla e usarla illimitatamente poiché, essendo esseri soprannaturali, possono assorbire magia dal loro stesso vampirismo. Solo alcuni stregoni della congrega Gemini sono stati capaci nel corso della storia di assorbire la magia invece di usarla e sono stati tutti definiti degli abomini dalla loro stessa congrega. Tale capacità rimane in forma di vampiro e li rende degli ibridi vampiri-streghe. Sono più potenti delle comuni streghe, come affermano Bonnie e Jo, e dispongono di tutti i vantaggi di queste ultime e degli stessi vampiri. Sono in grado anche di vanificare il morso di un lupo mannaro poiché, essendo anche il loro veleno frutto della magia, è sufficiente assorbirlo dal proprio corpo con i loro poteri. Possono assorbire qualsiasi tipo di magia, persino il soggiogamento eseguito da altri vampiri sugli umani. Vengono introdotti nella sesta stagione. Se ne conoscono sette, tutti trasformati da Lily Salvatore: Kai, Nora, Mary Louise, Beau, Valerie, Malcolm e Oscar. Di loro soltanto una è sopravvissuta: Valerie.

#### Sirene
Le sirene sono esseri soprannaturali molto più forti dei vampiri e delle altre specie e sono in grado di soggiogare umani e vampiri usando il loro canto. Sono esseri immortali, a meno che non vengano bruciate dal fuoco dell'inferno. Le sirene conosciute sono Sybil e Seline.

#### Diavolo
Il Diavolo, o Arcadius, padrone dell'Inferno, obbliga i suoi emissari a mandare all'inferno le persone che si sono comportate male in vita.

### Introdotte inThe Originals
Di seguito sono elencate le creature non apparse precedentemente in The Vampire Diaries, la cui apparizione è avvenuta per la prima volta in The Originals.

#### La Bestia
La Bestia (The Beast) è un vampiro Originale potenziato creatosi verso la fine della terza stagione di The Originals ed è colui che è stato profetizzato come il responsabile del disfacimento dell'intera famiglia Mikaelson. Hanno raggiunto questa forma Lucien Castle e Marcel Gerard (grazie ad un potente incantesimo simile a quello che fece Esther per trasformare i suoi figli in Vampiri Originali eseguito da Vincent Griffith per volontà degli Antenati). È dotato delle stesse abilità e debolezze di un vampiro Originale, come super forza (si è visto tuttavia come Lucien abbia dimostrato una forza nettamente superiore ad Elijah, Finn e persino all'Ibrido Originale Klaus), super velocità e sensi sviluppati ma con la capacità di secernere in confronto un veleno di licantropo molto più potente del normale (Lucien durante i suoi esperimenti è riuscito ad amplificare l'effetto del veleno di un lupo utilizzando un campione di quest'ultimo appartenente a un membro di ciascuna delle 7 dinastie di lupi mannari esistenti) capace persino di uccidere un Originale in pochissimo tempo come è accaduto a Finn e di cui a questo non esiste cura, nemmeno il sangue di Klaus. Quindi la "Bestia" è l'unica creatura in grado di uccidere un Originale senza l'utilizzo di un'arma come il paletto di Quercia Bianca o della magia. Dopo la morte di Lucien, Marcel è attualmente l'unica "Bestia" conosciuta rimasta.

### Introdotte inLegacies
Di seguito sono elencate le creature non apparse precedentemente in The Vampire Diaries o The Originals, la cui apparizione è avvenuta per la prima volta in Legacies.

#### Draghi
I draghi sono creature umanoidi che sputano fuoco. Hanno l'abitudine di conservare e custodire gli oggetti che appartenevano alle loro vittime. Possono anche trasformarsi in draghi veri, probabilmente sono loro il principale motivo per cui è stato creato Malivore dato che erano considerati i mostri più pericolosi.

#### Gargoyle
I gargoyle sono statue di pietra, rappresentanti guerrieri dall’aspetto mostruoso muniti di ali, che possono prendere vita. Non attaccano gli umani, poiché i gargoyle sono stati creati per proteggerli da esseri sovrannaturali come streghe, vampiri e licantropi.

#### Aracnide
L'Aracnide è un ragno gigante, il suo morso condanna a morte le sue vittime che muoiono nel giro di qualche ora, sciogliendosi. Può intrappolare le sue prede per mezzo delle sue ragnatele. L'Aracnide quando uccide una persona può prendere possesso del suo corpo riuscendo a comprimere la sua mole in una forma umana.

#### Driade
La Driade è una ninfa della foresta e degli alberi, capace di controllare le radici.

#### Zombie
Gli Zombie sono una classificazione unica di esseri soprannaturali che sono umani che sono stati rianimati dal Negromante usando la negromanzia . Questi esseri sono essenzialmente cadaveri ambulanti privi di tutti gli istinti di base e sono usati per eseguire gli ordini del Negromante. Sebbene il Negromante abbia resuscitato altri esseri soprannaturali in salute altrimenti perfetta, non sono stati specificamente indicati come zombi, sebbene il Negromante abbia il controllo completo sulle facoltà della persona rianimata.

#### Necromante
Il Necromante è uno stregone capace di evocare spiriti e defunti tramite la necromanzia, una forma di divinazione associata alla magia oscura.

#### Tritone
Il Tritone è un anfibio umanoide gigante, conosciuto anche come mostro delle paludi, può ridursi allo stato liquido, e nonostante sia una creatura acquatica, è agile anche sulla terraferma.

#### Oneiroi
L'Oneiroi è un demone della mitologia greca, mutaforma con le ali nere che attacca le sue vittime nei sogni, trasformandoli in incubi terrificanti. L'unico suo punto debole sono gli occhi.

#### Jinn
Il Jinn, meglio conosciuto come Genio, è una creatura capace di esaudire qualunque desiderio del proprio padrone, infatti può usare il suo potere solo per soddisfare le richieste altrui, mai per scopi personali, e non può interagire fisicamente nel mondo terreno. Può vivere per un tempo di cinquecento anni.

#### Unicorno
L'Unicorno è un animale mitologico rappresentato come un cavallo bianco con un corno sulla fronte.

#### Parassita
Il Parassita è una specie di larva che intacca il cervello, all'inizio facendo perdere all'ospite le proprie inibizioni, per poi riuscire ad assumere il controllo di tutto il corpo, portandolo anche alla morte. La sua debolezza è l'elettricità infatti anche alla minima scossa elettrica abbandona il corpo dell'ospite.

#### Mummia
La Mummia è una figura della storia egizia, capace di scatenare le piaghe d'Egitto, l'amuleto a forma di scarabeo che ha sul petto è la fonte del suo potere, anche se il corpo della Mummia venisse distrutto, l'amuleto lo ricreerebbe, tuttavia se l'amuleto viene privato del suo potere la Mummia cessa di vivere. Ha il potere di evocare le Piaghe d'Egitto.

#### Fenice
La fenice è una figura mitologica, anche detta uccello di fuoco, capace di rinascere dalle proprie ceneri. Creatura biologicamente generata da Malivore con un essere umano. Può volare dispiegando le sue ali di fuoco oppure anche solamente fluttuare in aria. L'unica fenice conosciuta è Landon Kirby.

#### Gorgone
La Gorgone si presenta come un'umana con dei lunghi capelli che a suo piacimento trasforma in una chioma di serpenti, e chiunque intreccia il suo sguardo viene tramutato in pietra, la Gorgone può comunque spezzare il sortilegio. Diventano totalmente inermi sentendo il suono di una campana di bronzo.

#### Cavaliere senza testa
Il Cavaliere senza testa si presenta come un umanoide con un'armatura, a cavallo, e armato di una frusta fatta d'ossa, nasconde la sua testa dietro al mantello; se la testa viene colpita a morte, il cavaliere muore con essa. Sembra molto resistente alla magia.

#### Golem
Il golem è un essere creato dal fango con la magia ed il sangue di una strega potente, mischiati con il sangue di un licantropo e quello di un vampiro, è stato chiamato con il nome di Malivore. Ha sembianze pseudo-umane, inizialmente non aveva coscienza, il suo solo scopo era quello di inglobare all'interno di sé qualunque creatura soprannaturale, per poi essere annullata dalla memoria collettiva. Solo le streghe, i licantropi e i vampiri sono immuni ai suoi poteri essendo stato generato dal loro sangue. Con il passare dei secoli, non solo venne venerato dagli umani come loro protettore ma continuando ad assimilare esseri senzienti lo divenne lui stesso. Desiderava disperatamente avere una prole biologica, così generò altri golem che al contrario di lui avevano sembianze umane, immortali ed incapaci di invecchiare, ma da lui considerati imperfetti dato che non potevano riprodursi. Uno di essi con l'aiuto delle streghe e degli umani trasformò Malivore in fango ma con sempre le sue stesse abilità, sigillando l'incantesimo con tre lucchetti magici (una spada corta, un vaso Chanopi di Anubi e un coltello), dopo aver inglobato un'umana ebbe un figlio con lei, nacque da essi una fenice, ma con l'intento di usarlo come ospite di carne per sé stesso per poi avere altri figli perfetti. Malivore è vulnerabile al sangue di un tribrido di una strega, licantropo e vampiro.

#### Ciclope
Il Ciclope è una creatura della mitologia greca, possiede una forza fisica sovrumana, egli appare molto simile a un gigante o a un troll, con la pelle verdastra e un solo occhio al centro della fronte, che è la sua unica vera debolezza. Quando un Ciclope muore il suo corpo si incenerisce dissolvendosi nell'aria.

#### Shunka Warakin
Lo Shunka Warakin, più o meno letteralmente "Creatura che porta via i cani", è una figura mitologica delle culture native nord americane; un'enorme creatura molto simile a un incrocio tra lupo e iena, capace anche di stare su due zampe e di riprodurre le voci umane. Si nutre di cani e lupi, ma predilige principalmente i licantropi. Può essere ucciso come più o meno qualunque animale, trafiggendogli la testa, il collo o il cuore, ma con forza, visto che ha una pelle molto spessa.

#### Oni
L'Oni è un demone-fantasma della mitologia giapponese; può possedere le persone, una alla volta, spostandosi da una persona all'altra tramite un semplice tocco. L'unica cosa che può uccidere un Oni esorcizzando il corpo dell'ospite dal demone è la magia nera.

#### Minotauro
Il minotauro è una creatura della mitologia greca, mezzo uomo e mezzo toro, si nutre delle giovani ragazze che si perdono nel labirinto dove esso vive. Il labirinto esiste per mezzo della forza vitale del minotauro, se esso muore il labirinto scompare.

#### Guardiana del Labirinto
La Guardiana del Labirinto è una normalissima ragazza umana che fu condannata secoli fa da uno stregone a vivere nel labirinto del Minotauro; nel passare dei secoli però, molte ragazze, tramite stratagemmi ed inganni, si sono salvate dal Labirinto, ingannando appunto altre innocenti ragazze, tramandando loro la mansione di Guardiana in cambio della vita. Possiede un bracciale speciale che, indossandolo, la rende immune alla furia del Minotauro. La Guardiana che compare in "Legacies" risale agli anni '80 (decennio in cui fu gettata dentro Malivore), infatti il labirinto è stato da lei plasmato come un videogioco da Sala Giochi di quegli anni.

#### Croatoan
Il Croatoan è una creatura simile a una pianta carnivora con decine di tentacoli, nascosta sotto un lunghissimo impermeabile, una maschera e un cappello neri che le consentono di mimetizzarsi tra gli umani. È una cacciatrice di bugiardi, uccide solo le persone che mantengono terribili e/o importanti segreti, mangiandole e sciogliendone i resti con la sua saliva acida. La sua leggenda risale ai primi anni del 1500, precisamente all'epoca dei primi insediamenti coloniali del Nord America, dove, a Roanoke, improvvisamente tutti i cittadini della colonia sparirono misteriosamente, l'unica cosa che fu ritrovata fu la scritta "Croatoan" incisa sul tronco di un albero.

#### Sfinge
La Sfinge è una creatura della mitologia egizia, mezzo uomo e mezzo leone, è un oracolo e parla attraverso indovinelli.

#### Krampus
Il Krampus è una creatura della mitologia mittel-europea, molto simile a un fauno e un demone. Acerrimo nemico di Babbo Natale, che punisce i bambini cattivi e viziosi, e compie atti che rovinano lo spirito natalizio. È un mostro che porta neve e ghiaccio e cerca odio e rabbia. Può anche attaccare i suoi bersagli con una lingua estremamente lunga, simile a una frusta, o con le sue mani ossute, simili ad artigli. Porta anche con sé una piccola falce e ha la capacità di trasformarsi in fumo per scappare. Può essere ucciso con un colpo molto preciso al cuore, in quanto ha un cuore molto piccolo e pieno d'odio.

#### Babbo Natale
Babbo Natale è dispensatore di Natale e di magia e fede associate, premia i bambini buoni e virtuosi, mentre cerca pace e gioia. Nonostante l'età, possiede una grande forza e velocità soprannaturali, a cui attribuisce il fatto di aver raggiunto tutte le case del mondo in una sola notte.

#### Qareen
Il Qareen è una creatura della mitologia araba. Molto simile ad un demone nero, a cose normali però è visibile solo dalle fate, per essere visibile ad ogni essere vivente deve prima "nutrirsi" di rabbia e ostilità, e crea quest'ultime sussurrando in maniera molto persuasiva alle sue vittime di essere ostili con gli altri. Il modo più facile per ucciderlo è farlo uccidere da una fata.

#### Fata
La fata è una creatura umana con poteri magici, diversi però da quelli delle streghe. Appaiono come persone molto pacifiche, amano cantare ed essere sempre precise e pulite. Sotto una forte iniezione di fiducia, possono dispiegare le loro tipiche ali stile farfalla ed utilizzare appieno i loro poteri, sbattendo le ali e rilasciando raffiche di polvere di fata.

#### Amorini
Gli amorini sono sette angeli fratelli portatori di diversi tipi d'amore; il più famoso è sicuramente Cupido (Eros per i greci, da dove ha origine tale mitologia), con il quale i ragazzi della Scuola Salvatore pensano inizialmente di avere a che fare; più avanti scopriranno di aver a che fare però col fratello maggiore di Cupido, Pothos, portatore dell'amore ossessivo e maniacale, divoratore di cuori. Ogni amorino ha la sua debolezza: una particolare edera velenosa, argento fuso, le sue stesse frecce, etc.

#### Nimue, la dama del lago
La Dama del lago e un essere soprannaturale che è il protettore di Excalibur, la lama incantata dei re. Protegge la lama da un vero mostro, il Cavaliere Verde, che è magicamente legato a lei dal potere della spada. Cerca la spada per portarla sull'isola protetta di Avalon.

#### Cavaliere Verde
Il Cavaliere Verde era nobile ma il suo corpo e la sua anima furono corrotti dal potere e divennero indegni di brandire Excalibur. Ha sete di più, rendendolo un flagello per l'umanità. Nimue ha lanciato una maledizione su di lui eoni fa in modo che mentre si avvicinava a Excalibur, si sarebbe mosso più lentamente, ma col tempo avrebbe finalmente raggiunto la spada. L'ultima volta che il Cavaliere Verde brandì Excalibur, Camelot cadde e iniziò il Medioevo.

#### Leprecauno
Il leprecauno è un piccolo essere soprannaturale dall'aspetto disumano i cui poteri includono essere attratti e attrarre ricchezza, oltre ad avere una super velocità e la capacità di produrre arcobaleni. La loro semplice presenza attirerà gli umani a spendere indiscriminatamente. Consumano la ricchezza che trovano nel loro stomaco. Parlano una lingua sconosciuta con cui anche l'incantesimo di traduzione di una strega non aiuterà.

#### Gremlin
Il Gremlin è una creatura soprannaturale dall'aspetto disumano che si nutre della mancanza di rispetto. Il loro mimetismo vocale aiuta a causare discordia tra le persone e, mentre si nutre, muta e cresce in un grande mostro grottesco diventando più pericoloso per coloro che lo circondano. Il rispetto genuino, tuttavia, è la sua debolezza che li fa indebolire e ridurre le dimensioni fisiche.

#### Banshee
Le Banshee sono una rara specie soprannaturale che si pensava non esistesse. Sono precursori di morte e ovunque appaiano. La leggenda dice che una banshee è un demone attratto da un dolore inconsolabile per la perdita di una persona cara. Cercano donne che sono morte di crepacuore e le possiedono. Secondo la mitologia irlandese, la banshee è un presagio. Ogni volta che compaiono, la morte non è molto indietro. La Banshee assume la forma delle donne che possiedono, lasciando la loro vera forma sconosciuta. 

#### Berbalang
I Berbalang sono esseri dall'aspetto inumano che sono descritti per avere occhi rossi e necrotici, un appetito insaziabile per la carne morta e sono in grado di interagire con il piano astrale. Il loro morso è altamente contagioso in quanto sono come virus viventi, in grado di replicarsi attraverso il contatto fisico. Quelli che vengono morsi a uno alla fine vengono trasformati in uno a meno che non vengano pugnalati al cuore con un'arma incantata dalla lama di perle.

#### Wendigo
I Wendigo sono bestie grandi, magre e scheletriche con carnagione color cenere, pelliccia e corna. I loro occhi sono respinti in profondità nelle orbite. I loro occhi, bocca e petto scheletrico, dove si trovano i loro cuori, brillano di un tenue blu. Nello specifico, i loro cuori sono fatti di ghiaccio e considerati la loro più grande debolezza. Si possono fermare togliendo il cuore e sciogliendolo col fuoco; tuttavia, questo non li ucciderà, ma li indebolirà notevolmente al punto che cercheranno di ottenere un pasto facile assumendo forma umana con capacità di parola. Possiedono una forza incredibile con una mascella potente per attaccare. Le ferite di un wendigo non guariranno fino a quando il wendigo non sarà distrutto dall'incenerimento.

#### Dybbuk
I Dybbuk sono spiriti parassiti del folklore ebraico che infonde al suo ospite una forza soprannaturale. Tuttavia, uccidere un dybbuk è relativamente facile: tutto quello che si deve fare è uccidere l'ospite. Quelli presi dallo spirito assumeranno una forma mostruosa, grottesca e deforme con un braccio anormalmente più grande dell'altro. Attirare lo spirito dall'ospite lascia il corpo "poroso", con conseguente drastica perdita di sangue se non guarito.

#### Cherufe
Il Cherufe è una grande creatura umanoide brutale che sembra essere composta da rocce e magma. Le sue braccia derivano in punte frastagliate, quasi ad artiglio. Gli incantesimi d'acqua sembrano inefficaci contro questa creatura e ha la capacità di fondere l'acciaio quasi istantaneamente. I suoi punti deboli sono sconosciuti, sebbene Malivore ne abbia realizzato uno usando un ospite umano.

#### Argo
L'Argo è un'entità gigante, deforme e mostruosa coperta da cento occhi. Le informazioni che circondano questa creatura rimangono sconosciute, ma hanno diverse somiglianze con Argo Panoptes della mitologia greca.

#### Pukwudgie
I Pukwudgie sono grandi folletti dei boschi della tradizione dei nativi americani. Possono apparire e scomparire a piacimento, teletrasportarsi per brevi distanze e, possono compiere la fasatura, una forma di intangibilità. Queste creature assomigliano a un porcospino di schiena anche se possono camminare in posizione eretta. I loro aculei sono fatti di legno e possono espellerli lanciandoli come delle armi. Sono esseri di natura docile. I loro poteri si esauriscono col tempo e quando ciò avviene i Pukwudgie muoiono in quanto la loro vita è legata direttamente ai loro poteri.

#### Protoclown
Il Protoclown è un clown effigie trasformato in essere soprannaturale da una strega egiziana. È nato dal fuoco e portato in vita per punire gli abitanti del villaggio per averla portata via da casa sua. Il suo morso è velenoso, costringendo gli infetti a controllare i ricordi delle cose peggiori che abbiano mai fatto, in modo che possano essere riscattati o morire essendo testardi.

#### Dei
Gli Dei sono gli esseri più potenti che esistano, separati dall'umanità mortale dal loro potere divino. Venerati da molti culti, gli Dei sono potenti solo quando la fede delle persone in loro non vacilla, infatti col tempo è diminuita nel corso degli anni. Sono esseri incredibilmente potenti, l'intera portata dei poteri e delle abilità degli Dei è sconosciuta. I loro veri nomi sono sconosciuti, anche volendolo non potrebbero essere pronunciati nel linguaggio umano. Gli Dei non invecchiano, le armi comuni non possono ucciderli, possiedono una forza e una resistenza sovrumana, e possono volare. Sembra che ogni Dio ha un suo potere specifico, infatti non è noto se le loro capacità si estendano collettivamente a tutti gli Dei, in culture diverse o ai loro discendenti, o se variano da un individuo all'altro. Sono loro che indirettamente hanno dato vita al soprannaturale, quando gli umani sono entrati in possesso del loro potere divino lo usarono per creare la magia e i mostri. Il potere divino che è alla base della loro forza è enormemente superiore alla magia (che è solo una sua derivata) tra l'altro gli Dei sono immuni a ogni forma di magia. Poche sono le cose che per loro sono fatali, per esempio un potere divino di natura molto simile alla loro, o il potere delle Furie che infatti è capace di sopprimere il loro. Un Dio può avere un figlio anche da un mortale, le creature nate dalla loro unione sono definiti semidei.

## Luoghi
Di seguito sono elencati i luoghi principali in cui sono ambientate le vicende di The Vampire Diaries, The Originals e Legacies.

### Mystic Falls
Mystic Falls è una cittadina fittizia della Virginia e principale ambientazione delle serie televisive The Vampire Diaries e Legacies. Fondata dalle Famiglie Fondatrici nel 1860, la città è stata ed è tuttora teatro delle avventure di molte specie soprannaturali. Qui sono nati i fratelli Salvatore ed Elena e anche quasi tutti i vampiri Originali creati mille anni fa dalla strega Esther. I problemi con gli esseri soprannaturali vengono controllati da un consiglio segreto formato da alcuni discendenti delle Famiglie Fondatrici.
Liceo di Mystic Falls – Scuola frequentata da Elena, Jeremy, Caroline, Bonnie, Tyler, Matt, Vicki e Stefan. Alaric Saltzman vi lavora come insegnante di storia nelle prime stagioni della serie.
Scuola Salvatore – Scuola per creature soprannaturali fondata nell'ultimo episodio di The Vampire Diaries. Appare nella quinta stagione di The Originals ed è l'ambientazione principale di Legacies.

### New Orleans
New Orleans è la principale ambientazione della serie televisiva The Originals, la trama degli eventi è concentrata quasi interamente nel quartiere di Bourbon Street. Viene introdotta per la prima volta nella quarta stagione di The Vampire Diaries e appare anche in Legacies.

### Whitmore College
Il Whitmore College è un college universitario fittizio della Virginia e seconda ambientazione della serie nella quinta e nella sesta stagione, dopo che Caroline, Elena e Bonnie si diplomano e vanno al college. Questo luogo è presente anche nella quarta stagione, in quanto uno dei personaggi, Atticus Shane, è un professore di questa università. Il college è intitolato alla famiglia Whitmore e, decine di anni fa, uno dei membri di questa famiglia fondò la società segreta Augustine, organizzazione elitaria di persone facoltose a conoscenza del mondo soprannaturale e desiderose di sfruttare i vampiri in campo medico. È ignoto se tra i loro obiettivi primari ci fosse anche lo sterminio degli stessi vampiri o se fosse solo un'iniziativa del dottor Maxfield. Il dottor Whitmore prima e altri dopo di lui hanno catturato, tenuto imprigionati e fatto esperimenti, più simili a vere e proprie torture, sui vampiri ogni giorno per decenni. Anche il padre di Elena, medico, fece parte di questa organizzazione e sottopose i vampiri a esperimenti dolorosissimi. Molti membri dell'organizzazione vennero sterminati da Damon Salvatore, che riuscì a liberarsi con l'aiuto di Enzo, negli anni cinquanta. I sopravvissuti, però, seguitarono nel perpetrare i loro scopi. La società segreta viene distrutta completamente dopo che Aaron Whitmore, scoperta la verità, toglie tutti i fondi per gli esperimenti, per poi essere ucciso da Damon ed Enzo, i quali uccidono tutti i restanti membri della società.

## Realtà soprannaturali

### L'altra parte
L'altra parte è un purgatorio destinato alle anime delle creature soprannaturali quando esse muoiono, è stata Qetsiyah a crearla con la magia, non può essere definita propriamente una dimensione a parte, essa infatti esiste nel mondo dei vivi, ma le anime di coloro che muoiono (gli esseri soprannaturali) diventano invisibili, ciò perché i defunti sono divisi dalla realtà mortale da quello che viene definito "il velo" . L'altra parte si regge per merito dell'ancora, la sua essenza vitale permette al purgatorio di esistere, per molti secoli l'ancora è stata Amara, ma quando ella muore è Bonnie a prendere il suo posto. Ma quando Markos viene resuscitato dalla magia dei Viaggiatori ciò spezza l'equilibrio magico col risultato che l'altra parte in breve tempo cessa di esistere.

### Mondo prigione
Il mondo prigione è una dimensione alternativa, in cui si ripete lo stesso giorno in loop, della data in cui viene creato. Esso può essere creato dalle streghe della congrega Gemini, allo scopo di rinchiudervi elementi pericolosi. La creazione di questa dimensione alternativa, avviene mediante una reliquia mistica di nome "Ascendente", il quale può essere anche la chiave di uscita per coloro che sono intrappolati, ma dovranno trovare il corrispondente Ascendente del mondo in cui sono confinati. Altro elemento fondamentale per la creazione del suddetto mondo prigione, è un evento celeste raro. Inoltre,chi vi è confinato non può morire, e ogni volta che magari succede, resuscita.
Esistono 4 mondi prigione: quello del 1994 (creato per Kai Parker), quello del 1903 (creato per Lily Salvatore), quello del 2018 (creato per Kai Parker divenuto un Eretico), e quello del 2031 (creato per Rafael, studente della scuola Salvatore, creato allo scopo di proteggerlo dalla morte imminente).
Esiste un modo per uscire dal mondo prigione senza servirsi dell'ascendente, ovvero usare la magia nera grazie alla quale vengono creati dei portali che, se attraversati, permettono il ritorno nel mondo reale.

### Piano ancestrale
Il piano ancestrale è molto simile all'altra parte con la differenza che è una realtà alternativa che esiste solo nella circoscrizione del territorio di New Orleans, e vi dimorano solo le anime delle streghe i cui corpi sono stati consacrati nel suolo di New Orleans. Il piano ancestrale appare come il riflesso speculare di New Orleans ma vi abitano solo le anime delle streghe, il piano ancestrale alimenta la magia delle streghe nel mondo dei viventi, per merito della magia ancestrale, tra l'altro la magia delle streghe defunte può interagire nel mondo dei vivi anche dal piano ancestrale quando lo ritengono necessario.

### Inferno
È stato il sensitivo Cade a crearlo nell'istante stesso in cui è morto, bruciato vivo, infatti la sua rabbia alla morte proiettò una dimensione fatta di fuoco dove la sua anima vi dimorò, Cade ha il pieno controllo dell'Inferno e può impadronirsi delle anime dei malvagi, o di coloro che compiano gesti crudeli incapaci di redenzione, portandoli all'Inferno, una dimensione dove le anime sono costrette a subire un infinito senso di afflizione. Per molto tempo l'Inferno ha solo ospitato le anime umane, ma con la distruzione dell'altra parte anche le anime delle creature soprannaturali vi sono state risucchiate. L'Inferno viene distrutto quando Bonnie usa la magia della Campana dei Maxwell, la quale proietta nel mondo dei vivi il fuoco dell'Inferno (che può distruggere qualunque cosa vi entri in contatto) per controllare il fuoco infernale e indirizzarlo proprio nell'Inferno stesso distruggendolo.

### Limbo
L'esatta origine del Limbo non è mai stata specificata, è presumibile che in principio fosse il luogo definitivo dove finissero le anime dei morti almeno finché Lynn non decise che fosse giusto che trovassero la pace nel regno degli Dei, infatti da allora il Limbo è diventato un luogo dove le anime dei morti vengono proiettate prima di raggiungere la pace. È identico al mondo mortale, con la differenza che esiste solo uno scenario notturno.
A quanto pare, lo scopo del Limbo (prima di raggiungere la pace) è quello di espiare i peccati della propria vita.

### Pace
È un luogo che può essere associato al Paradiso, dove le anime dei defunti trovano la pace eterna in seguito alla loro dipartita. Viene chiamato anche il Valhalla e in principio era il regno degli Dei, è stata proprio una di loro, Lynn, che decise di far sì che le anime dei defunti vi dimorassero dopo la loro morte. In The Vampire Diaries e The Originals appare come una versione alternativa del mondo dei vivi dove però era possibile ricongiungersi ai propri cari, mentre in Legacies si presenta come un luogo fatto di luce.

## Organizzazioni

### Consiglio dei fondatori
È un circolo privato che venne istituito dalle famiglie fondatrici di Mystic Falls, lo scopo è quello di proteggere la città dai vampiri, i membri del consiglio dei fondatori sono ben documentati sui vampiri e su come ucciderli, fanno anche uso di oggetti magici e all'occorrenza si avvalgono anche dell'aiuto delle streghe. Il consiglio viene eliminato all'inizio della quarta stagione di The Vampire Diaries quando uno dei loro membri, il pastore Young, li uccide tutti commettendo egli stesso suicidio.

### Fondazione Augustine
È un'organizzazione che ha come obiettivo quello di catturare i vampiri a solo scopo scientifico, infatti li esaminano in modo da studiare le loro abilità di guarigione così da creare innovative procedure mediche. Un altro scopo dei loro esperimenti sui vampiri è quello di modificare la loro natura, le loro scoperte hanno portato alla creazione di una procedura capace di mutare l'istinto predatore dei vampiri facendo sì che essi possano nutrirsi prevalentemente del sangue dei loro simili. La fondazione Augustine è stata sradicata da Damon e Lorenzo, il quale uccide la maggior parte dei membri, tanto da spingere i sopravvissuti ad abbandonare la fondazione sancendo la sua fine.

### Armory
L'organizzazione Armory possiede vaste risorse economiche, essa col tempo ha radunato un numero considerevole di artefatti magici, l'esatto scopo dell'Armory e della sua fondazione non è mai stato ben approfondito, si presume che sia una congrega volta allo studio del soprannaturale. Viene distrutta da Sybil nel finale della settima stagione di The Vampire Diaries che uccide i suoi membri dopo che la stessa Armory l'aveva liberata dalla grotta in cui era sigillata.

### Strige
È la più antica confraternita di vampiri esistita, venne fondata da Elijah, l'originale scopo della Strige era la ricerca della conoscenza e della cultura, ma quando Tristan prese il controllo della Strige essa divenne ambiziosa, con lo scopo di conquistare il dominio e il potere. Per la maggioranza i vampiri della Strige appartengono alla discendenza della linea di sangue di Elijah, alcuni appartengono a quella di Rebekah. La Strige ha molti contatti anche la comunità umana altolocata. La Strige viene distrutta da Marcel nel finale della terza stagione di The Originals il quale uccide tutti i suoi membri.

### Notturni
Sono un potente gruppo di vampiri che combattono per la supremazia della loro specie, infatti l'ideologia dei Notturni ricalca molto quella nazista, provano disprezzo per le altre specie quali i licantropi, ma soprattutto gli ibridi che appartengono a entrambe le specie, in quanto li definiscono una contaminazione alla purezza della razza dei vampiri. Venerano la loro stessa natura vampirica al limite del fanatismo tanto che non fanno nemmeno uso dei gioielli solari in quanto trovano offensivo che un vampiro si esponga alla luce del sole andando contro la sua stessa natura. Quando è necessario si servono dell'aiuto delle streghe. I Notturni vengono eliminati da Hope nella quinta stagione di The Originals che, usando la magia del Vuoto, uccide tutti i suoi membri.

### Triad
La Triad ha tirato le fila della trama delle quattro stagioni di Legacies venne in principio creata da un vampiro, una strega e un licantropo allo scopo di proteggere il mondo dai mostri, crearono quindi Malivore, il Golem che infatti aveva il potere di eliminare e cancellare dal ricordo collettivo chiunque assimilasse nel suo corpo. I tre creatori della Triad capirono che lo stesso Malivore che loro avevano creato era troppo pericoloso, decisero quindi di renderlo inoffensivo trasformandolo in un pozzo di fango senza consistenza fisica, ciò provocò una scissione nella Triad che si divise in due: la prima formata dagli umani che erano riconoscenti a Malivore per averli protetti dai mostri, i quali uccisero i tre creatori e usarono la pozza per eliminare le creature che vi gettavano all'interno da loro stesse catturate, tanto che la Triad divenne col tempo un'agenzia governativa (è implicito che faccia capo al Dipartimento degli Stati Uniti) l'unica che abbia come scopo la lotta contro il soprannaturale tenendolo nascosto al grande pubblico, mentre la seconda è la triade originale, fondata dai tre creatori, l'unica in cui coesistono streghe, vampiri e licantropi, tutti e tre i gruppi rispondono a un leader delle loro rispettive specie.

## Oggetti

### Introdotti inThe Vampire Diaries
Di seguito sono elencati gli oggetti apparsi per la prima volta in The Vampire Diaries.

#### Grimorio della famiglia di streghe Bennett
Il Grimorio è una raccolta scritta di tutti gli incantesimi di una strega. Anche Bonnie Bennett ereditò quello della sua famiglia alla morte di sua nonna Sheila. La maggior parte degli incantesimi contenuti nel grimorio dei Bennett appartenevano ad Emily, la strega vissuta nell'Ottocento al servizio sia della vampira Katherine Pierce sia del membro del Consiglio dei Fondatori Johnathan Gilbert. Nonostante servisse una vampira, Emily creò moltissimi incantesimi contro la specie predatrice e lavorò assieme a Johnathan per la loro eliminazione da Mystic Falls. Le sue maggiori creazioni furono la bussola che punta i vampiri, gli anelli dei Gilbert, gli anelli dei Salvatore e lo strumento di individuazione di specie soprannaturali. Il grimorio dei Bennett contiene moltissimi altri incantesimi che spiegano il funzionamento di oggetti e incantesimi creati da terze persone.

#### Pietra di Luna

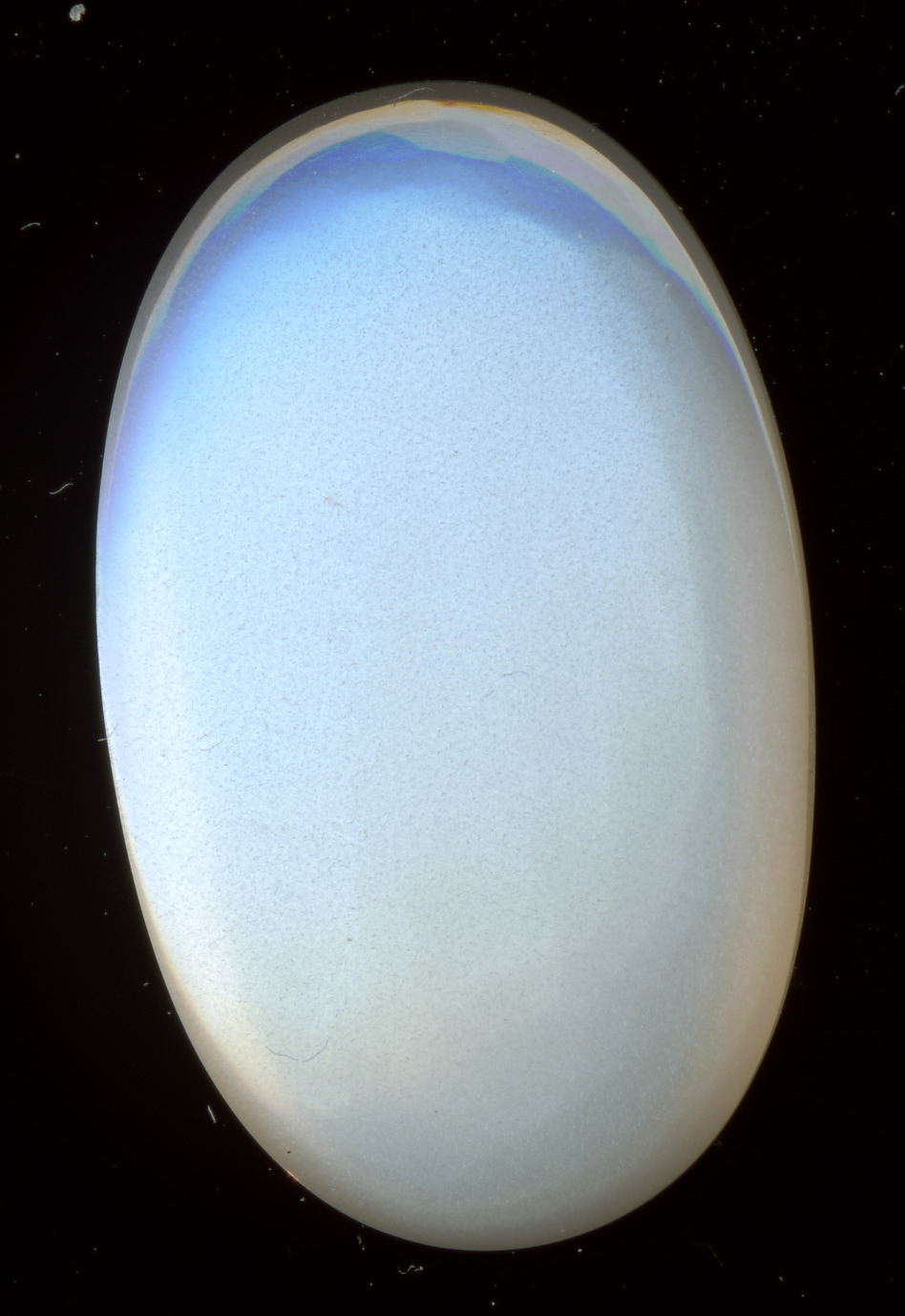
La Pietra di Luna

Oggetto usato nella seconda stagione di The Vampire Diaries e nella quinta stagione di The Originals. La Pietra di Luna (Moonstone) assomiglia ad un dischetto da hockey, ma la sua forma è ellittica. Ha i bordi smussati ed è composta da una pasta vetrosa trasparente opaca che in alcuni punti, essendo più densa, appare bianca.
La sua datazione è molto incerta, ma è noto sia stata utilizzata nel Medioevo dalla strega Esther per maledire suo figlio Klaus, che era al tempo stesso un vampiro ed un licantropo. Venne usata perché era l'unico monile che potesse attrarre energia sufficiente dalla luna per effettuare i rituali di creazione e di scioglimento della maledizione che rendeva dormiente il lato mannaro di Klaus. Quando Klaus venne a sapere che quella pietra era uno degli elementi più importanti per spezzare la sua maledizione, inventò una finta storia per fare in modo che le due specie, i licantropi e i vampiri, si mettessero una contro l'altra per trovarla. La storia si chiamava "Maledizione del Sole e della Luna" e prevedeva che se i licantropi avessero sciolto la maledizione per primi, non sarebbero più stati schiavi della luna, mentre se fossero stati i vampiri i primi a sciogliere la maledizione, non sarebbero più stati schiavi del sole.
All'inizio dell'Età Moderna, quando apparve la prima doppelgänger Petrova (altro elemento indispensabile per lo scioglimento della maledizione), Klaus possedeva già la Pietra di Luna ed era pronto a sciogliere la maledizione dell'ibrido. Quando però la doppelgänger diventò un vampiro, la maledizione non si poté sciogliere fino alla comparsa della seconda doppelgänger. Nei successivi cinquecento anni la pietra andò perduta, ma Klaus sperava che con la divulgazione della "Maledizione del Sole e della Luna" i licantropi e i vampiri fossero tornati a lottare tra loro, e così avvenne: la pietra passò dalle mani di Katherine a quelle del licantropo George Lockwood. Poi George la passò alla sua discendenza fino a Mason Lockwood che la nascose in un pozzo. Stefan la trovò e la diede a Damon, ma Katherine riuscì a rubarla. Alla fine, però, Klaus la intercettò.
Rapita la doppelgänger, il licantropo e il vampiro per il sacrificio, trovata la Pietra di Luna e la strega per compiere il rituale, Klaus poté sciogliere la sua maledizione e diventare un ibrido. Durante il sacrificio, la Pietra di Luna venne distrutta.
Una seconda Pietra di Luna venne usata nella quinta stagione di The Originals per maledire Hayley con la stessa maledizione subita da Klaus per mille anni.

#### Anelli dei Gilbert
La famiglia Gilbert possiede fin dagli anni 80 del XIX secolo due anelli magici creati dalla strega Emily Bennett per Johnathan Gilbert. Se indossati da una persona umana, quando essa viene uccisa da un essere soprannaturale (vampiro, licantropo, strega, doppelgänger, ecc.), essi riportano quella persona in vita dopo un periodo di tempo che si aggira intorno alle sei ore. In quelle sei ore lo spirito viene trattenuto nell'aldilà e tenuto in vita dal potere delle streghe. Gli anelli però hanno anche dei poteri negativi: se usati troppe volte, nel corpo della persona che li indossa si sviluppa un alter ego omicida che si presenta improvvisamente ogni tanto. Il soggetto non si rende conto di avere questo alter ego finché non ne viene informato da altri. I due personaggi che hanno presentato questo problema sono Alaric Saltzman e Samantha Gilbert. In realtà tale stato era dovuto alla corrosione mentale che la Strega Originale Esther applicava ai possessori dell'anello ogni volta che finivano dall'Altra Parte morendo. Uno dei due anelli viene distrutto quando Esther lo utilizza per combinarlo al Paletto di quercia bianca in modo da renderlo indistruttibile. L'ultimo possessore dell'anello rimasto è Matt Donovan. L'anello diventa inutilizzabile alla fine della Quinta Stagione, poiché l'Altra Parte è stata distrutta. L'anello, infatti, fa risvegliare il soggetto dall'Altra Parte e quest'ultimo si risveglia quando rientra nel suo corpo fisico, ogni volta che si muore ci si risveglia sempre più lontano dal punto in cui si trova il corpo, ecco perché con l'aumentare delle morti il tempo per tornare in vita è più lungo. Tuttavia, al momento del risveglio nel mondo reale, chi indossa l'anello perde la memoria del tempo trascorso dall'Altra Parte. Proprio per questo motivo Esther poteva corrodere la mente dei possessori degli anelli a loro insaputa, visto che non ricordavano quanto accaduto nell'Altra Parte.

#### Gioielli solari
I gioielli solari (Daylight Rings) sono oggetti utilizzati dai vampiri per evitare di bruciare alla luce del sole. Vengono creati dalle streghe con un incantesimo, incastonando un lapislazzuli su una montatura di metallo. Non hanno una foggia definita: i fratelli Salvatore utilizzano degli anelli, Katherine prima una collana e poi un braccialetto, e Isobel una collana. Solo poche persone sono a conoscenza della loro esistenza, e questo permette ai vampiri di nascondersi più facilmente tra gli umani.
I primi gioielli solari furono gli anelli dei vampiri Originali. Fu Esther, la strega Originale, a crearne sei per proteggere suo marito Mikael e i suoi figli Rebekah, Kol, Finn, Elijah e Niklaus dalle ustioni che provocava loro il Sole. Questi anelli sono tutti identici: sono d'oro e hanno una piccola pietra di lapislazzuli incastonata sulla testata. Klaus ha dovuto usare l'anello fino allo scioglimento della sua maledizione, poiché una volta ritornato ibrido, il Sole non gli provoca più niente e quindi l'anello non gli serve.
Questi gioielli non possono essere prestati, se un vampiro ruba o si fa prestare il gioiello di un altro, il Sole lo brucia ugualmente. Ogni gioiello viene fatto per un solo vampiro. La strega che esegue l'incantesimo ha il potere di annullarlo e, se la strega muore, l'anello funziona finché non viene distrutto.
Gli anelli dei fratelli Damon e Stefan Salvatore sono stati creati da Emily Bennett nel 1864 su commissione di Katherine Pierce, che voleva proteggere i due vampiri di cui era innamorata.
Gli anelli di Caroline Forbes ed Elena Gilbert sono stati creati da Bonnie Bennett. Il secondo anello di Elena è stato creato da Jo.
L'incantesimo per i gioielli solari è ritenuto molto prezioso, poiché nelle mani di un vampiro con una strega come alleata può consentire a quest'ultimo di creare un esercito di vampiri a lui fedeli per ottenere anch'essi un anello che li protegga dal sole. Marcel Gerard ha creato un esercito a New Orleans con questo sistema.

#### Ciondolo di Esther
Oggetto usato nella prima, nella seconda, nella terza, nella sesta e nell'ottava stagione di The Vampire Diaries e nella terza di The Originals. Il ciondolo di Esther (Esther's Talisman) è un effetto personale della strega Originale che ha un potere magico non definito. Alla morte della strega, il ciondolo passa alla vampira Originale Rebekah che lo indossa per più di 900 anni. In seguito, passa a Stefan Salvatore che lo dona a sua volta ad Elena Gilbert. Nella terza stagione, la strega Gloria lo cerca per appropriarsene, ma viene uccisa da Katherine. Alla fine torna in mano a Rebekah, la quale lo getta nella caverna dove nessun vampiro può entrare. Il ciondolo riappare poi nel mondo prigione del 1994, custodito nella stanza di Stefan. Viene preso da Damon Salvatore, che probabilmente lo riporta a casa nel mondo reale dove ricompare nell'ottava stagione, quando Caroline lo regala al vampiro per fargli ricordare Elena.

#### Bussola punta-vampiri
Oggetto usato nella prima stagione di The Vampire Diaries. La bussola che punta i vampiri è una bussola creata da Emily Bennett per Johnathan Gilbert. Essa punta qualunque vampiro sia nel raggio di circa 100 metri. Fu usata nella caccia ai vampiri del 1864 durante la quale vennero rinchiusi i vampiri di Mystic Falls nella cripta sotto Fell's Church.

#### Strumento di individuazione di specie soprannaturali
Oggetto usato nella prima stagione di The Vampire Diaries. Lo strumento di individuazione di specie soprannaturali è un marchingegno magico creato da Emily Bennett per Johnathan Gilbert. Una volta inserita la chiave, esso fa partire un suono udibile solo a specie soprannaturali (vampiri e licantropi) che stordisce gli stessi nel raggio di due chilometri per qualche minuto. In questo modo non è difficile identificare un vampiro o un licantropo.

#### Pugnali d'argento
Oggetti usati nella seconda, nella terza e nella quarta stagione di The Vampire Diaries e nella prima stagione di The Originals. I pugnali d'argento sono cinque (forse sei) stiletti identici dalla lama argentata che, uniti alla cenere della Quercia Bianca, possono rendere morto un vampiro Originale. Il pugnale deve rimanere conficcato nel cuore del vampiro affinché questi resti privo di vita: se viene rimosso il vampiro si risveglia. Lo stesso accade se viene rimosso e infilato di nuovo, perché ad ogni estrazione il pugnale va unito alle ceneri di Quercia Bianca. L'arma non può essere brandita da un comune vampiro, poiché, se questi riuscisse a pugnalare un Originale, morirebbe. Uno dei pugnali viene usato da Elena per uccidere più volte Elijah e Rebekah. Klaus, che essendo per metà un lupo mannaro è immune all'argento e dunque i pugnali su di lui non hanno effetto, li usa da secoli per uccidere i suoi fratelli quando intralciano i suoi piani. I pugnali furono creati da un'antenata di Bonnie che fece l'incantesimo che creò la Fratellanza dei Cinque. I pugnali vennero usati su tutti i cinque fratelli della famiglia Originale, ma Klaus, immune all'argento, reagì uccidendo tutti i cinque cacciatori. Nel momento in cui un Originale viene pugnalato, il soggiogamento da lui imposto su altre persone si annulla. Di tutti i pugnali la cui ubicazione è conosciuta ne è rimasto in circolazione soltanto uno, ed esso è stato trasmutato da Kol e Davina in un pugnale d'oro, in modo che esso abbia effetto solo su Klaus. Anche quest'ultimo viene poi distrutto da Dahlia. Rebekah in seguito recupererà uno dei due che Hayley le aveva dato di nascosto per farsi pugnalare di proposito da Elijah, in modo da non impazzire a causa della maledizione provocata da un paletto della Strige.

#### Paletto di legno di quercia bianca
Oggetto usato nella terza e nella quarta stagione di The Vampire Diaries e nella prima, nella seconda, nella terza e nella quinta stagione di The Originals. Il paletto di legno della quercia bianca (White Oak Stake) è l'unica arma che può uccidere definitivamente un vampiro Originale. Sono intagliati con il legno della, ormai estinta, quercia bianca. L'Originale Mikael possedeva l'unico paletto rimasto, ma in seguito si scopre che l'albero rinacque dopo alcuni secoli, e dunque i fratelli Salvatore riescono a crearne di nuovi, ma essi vengono tutti bruciati da Klaus eccetto uno. Quando il paletto uccide un Originale, quest'ultimo brucia fino a diventare cenere, e il paletto brucia con esso e dunque può essere utilizzato una sola volta, per questo Esther crea un particolare paletto che, combinato con l'anello magico dei Gilbert, viene reso indistruttibile. Matt e Jeremy usano i loro paletti (il primo un paletto normale e il secondo quello indistruttibile) per uccidere rispettivamente gli Originali Finn e Kol, mentre Klaus usa il paletto di Mikael per uccidere proprio quest'ultimo. Dopo che Klaus ha distrutto quasi tutti i paletti, l'unico rimasto è quello indistruttibile potenziato da Esther. Alaric è l'unico Originale immune all'arma. Il paletto passa in mano a molti personaggi prima di finire in mano a Klaus. Il paletto diventa un'arma molto importante durante la seconda stagione di The Originals e sono molti i personaggi che riescono ad appropriarsene. Alla fine il paletto viene disintegrato da Dahlia, la sorella maggiore di Esther, che usa le sue polveri per uccidere contemporaneamente Elijah, Klaus e Rebekah, fallendo grazie all'intervento di Esther e Freya. Negli ultimi due episodi di The Originals si scopre che Klaus conservava ancora un paletto, che viene usato dall'ibrido e da suo fratello Elijah per uccidersi a vicenda nel finale della serie.

#### La cura
Oggetto usato nella quarta, nella quinta e nella sesta stagione di The Vampire Diaries, La cura (The Cure) è una pozione magica dal colorito rosso, creata da Qetsiyah, ha la facoltà di annullare l'immortalità, se ingerita. La strega creò la cura per Silas, lo stregone divenne immortale, ma la cura l'avrebbe privato della sua immortalità, venne sigillata insieme a lui nella bara, in Nuova Scozia. In effetti la cura potrebbe anche curare il vampirismo, trasformando il vampiro in un umano, dato che pure il vampirismo è una forma di immortalità. Esiste una sola dose, tuttora non è dato sapere come Qetsiyah l'abbia creata. Elena obbliga Katherine a ingerire la cura, infatti ritorna umana. La cura può legarsi al sangue della persona che l'ha ingerita, infatti Silas, nutrendosi del sangue di Katherine, assorbendo tutta la cura che circolava nel suo corpo, ritorna mortale. Infine anche Amara, nutrendosi a sua volta del sangue di Silas, ritorna mortale, e quando lei si toglie la vita, la cura svanisce. La cura ha un altro effetto, se il sangue della persona che l'ha ingerita viene privato di essa, la persona in questione inizia a invecchiare rapidamente, a seconda del tempo in cui ha arrestato il processo di invecchiamento nel periodo in cui era immortale, infatti Katherine è stata un vampiro per cinquecento anni, e quando Silas si nutrì della cura che circolava nel suo sangue, lei ha iniziato a invecchiare velocemente, tanto da arrivare in punto di morte in pochi mesi. Bonnie entra in possesso di una seconda cura, trovata nel mondo progione, una dimensione che ricopia fedelmente tutto ciò che c'è nel mondo reale. Elena prende la cura e ritorna umana, Damon intendeva nutrirsi del suo sangue, per ritornare mortale, infatti dato che è Elena è stata un vampiro solo per pochi anni, privando il suo sangue della cura, non ci sarebbero stati effetti dannosi come quelli su Katherine. Bonnie riuscirà a estrarre la cura del corpo di Elena con una siringa che inietterà a Stefan, facendolo tornare umano.

#### Spada di Alexander
Oggetto usato nella quarta stagione di The Vampire Diaries. La spada di Alexander (The Sword of Alexander) è un'arma che appartiene a uno dei membri della Fratellanza dei Cinque. Sulla sua elsa vi è la chiave che decifra la mappa che porta al luogo di sepoltura di Silas, l'immortale imprigionato che possiede la cura per il vampirismo. La data della sua forgiatura è sconosciuta, ma è diventata l'arma principale del cacciatore Alexander nel 1110 d. C. Dopo che Alexander venne ucciso da Klaus, Rebekah seppellì la spada assieme al cacciatore sotto la chiesa di San Vittore a Brienno. Klaus la recupera nella quarta stagione, intenzionato a trovare la cura per Elena. Le istruzioni sull'elsa sono scritte in una versione molto antica di aramaico utilizzata 2000 anni prima, tanto antica da essere ormai una lingua morta. Klaus, però, sa parlarlo perfettamente. La spada è stata usata anche come arma contundente da Klaus per due volte: la prima quando uccise i primi cinque cacciatori e la seconda quando compie il massacro dei dodici ibridi, mozzando loro la testa o impalandoli mentre strappava loro il cuore.

#### Pugnale dei Viaggiatori
Oggetto usato nella sesta stagione di The Vampire Diaries. Il pugnale dei Viaggiatori (Traveler Knife) è uno speciale coltello magico usato dai Viaggiatori, quando uno di loro prende possesso del corpo di una persona, il coltello uccide l'anima del viaggiatore senza nuocere all'ospite. Katherine ha usato l'arma per uccidere il viaggiatore Gregor, mentre questi era nel corpo di Matt, anche Stefan ha usato il coltello per uccidere Katherine mentre era nel corpo di Elena. Anche Tyler ha fatto uso dell'arma per liberare lo sceriffo Forbes dal controllo di un viaggiatore che era entrato nel suo corpo. Markos alla fine distrugge l'arma con disinvoltura. A quanto pare non era l'unico pugnale in origine, ma quello distrutto da Markos è stato definito l'ultimo rimasto.

#### Ascendente
Oggetto usato nella sesta stagione di The Vampire Diaries. L'Ascendente (Ascendant) è un oggetto magico che la congrega Gemini usa per raggiungere un mondo prigione, ovvero un limbo temporale in cui si rivive all'infinito il giorno e l'anno in cui l'incantesimo per creare la dimensione viene eretto, l'ascendente ha pure il potere di far uscire le persone dal mondo prigione per fare ritorno al mondo reale. Per usare l'oggetto magico serve il sangue di una strega Bennett, oltre che un evento naturale raro, per incanalare energia, che nel mondo prigione si ripete ogni giorno, visto che viene creato sfruttando proprio quel particolare evento. Gli ascendenti in tutto sono quattro, e ogni ascendente corrisponde a un determinato mondo prigione, infatti ne esistono due per i due mondi prigione del 1903 e del 1994, e poi le rispettive copie che si trovano nelle diverse dimensioni, infatti i mondi prigione ricopiano fedelmente tutto ciò che c'è nel mondo reale, compresi gli ascendenti che, però, sono l'unica cosa che non può viaggiare da una dimensione all'altra. Bonnie usa l'ascendente attivandolo con il suo sangue per far fuggire Damon dal mondo prigione con l'eclissi lunare, poi anche Kai usa l'ascendente con il sangue di Bonnie e l'eclissi per fuggire dal mondo prigione. Damon cerca di tirare fuori Bonnie dal mondo prigione con l'ascendente, attivandolo con il sangue di Lucy Bennett, ma Kai lo distrugge. Quando Bonnie fa avanti e indietro tra i due mondi prigione, riesce a tornare nel mondo reale usando l'ascendente copia del limbo temporale, attivandolo con il suo sangue, e usando il potere dell'eclissi del 1994, combinato al potere dell'aurora boreale del 1903. Kai riesce a raggiungere il limbo temporale del 1903 con l'ascendente corrispondente, portando con sé Damon, Elena e Bonnie, attivandolo con sangue di Bonnie, in questa occasione rivela che lui, essendo diventato da poco il leader della congrega Gemini, può usare l'ascendente senza un evento naturale raro. Poi Bonnie ritorna nel mondo reale usando l'ascendente con il suo sangue e il potere dell'aurora boreale e lascia Kai nel mondo prigione, poi distrugge l'ascendente inerente a quel piano dimensionale. Ma Kai riesce a liberarsi usando l'ascendente copia del mondo prigione, attivandolo con il sangue calcificato di Qetsiyah, essendo lei un'antenata delle Bennett, che si trovava nella versione analoga della tomba di Silas, nel mondo prigione, in Nuova Scozia.
Josie e Lizzie creeranno un altro Ascendente che Bonnie userà per imprigionare Kai in un mondo prigione creato da lei.

#### Pietra della Fenice
Oggetto usato nella settima stagione di The Vampire Diaries. La Pietra della Fenice (Phoenix Stone) è un oggetto oscuro contenente gli spiriti di alcuni antichi vampiri morti. Furono gli sciamani Immortali a darle i suoi poteri così la cacciatrice Rayna Cruz avrebbe potuto servirsene per intrappolare al suo interno gli spiriti dei vampiri con la daga, infatti la pietra se messa sul pomolo dell'elsa della daga assorbe le anime dei vampiri che vengono trafitti al cuore dalla daga. All'interno della pietra, lo spirito del vampiro rivive in un ciclo infinito il suo Inferno personale, cosa che rischia di far impazzire i vampiri. Attraverso un incantesimo è possibile restituire lo spirito al suo corpo originale se esso è stato preservato con un incantesimo, anche se dopo aver riottenuto la libertà, il vampiro in questione affronta diverse allucinazioni dovute all'esperienza traumatica dovuta alla pietra. La pietra può inoltrare lo spirito di un vampiro intrappolato in essa anche in un altro corpo, ad esempio ha fatto risorgere un vampiro inserendo la sua anima nel corpo del defunto Oscar (un vampiro eretico), inoltre ha permesso a Jo di ritornare in vita, per poi scoprire che in realtà il suo corpo era stato rianimato con l'anima di un vampiro intrappolata nella pietra, poi Jo muore poco dopo dato che non c'era compatibilità tra il suo corpo mortale e l'anima del vampiro. La pietra viene disintegrata da Nora e Mary-Louise, che sacrificano le loro vite per distruggerla, liberando tutte le anime dei vampiri che erano intrappolate lì.

#### Daga di Rayna
Oggetto usato nella settima stagione di The Vampire Diaries. La daga di Rayna è una spada a lama corta che, senza la Pietra della Fenice sul pomolo dell'elsa, non ha nessun potere, ma combinando il potere della pietra con quello della daga, essa può intrappolare l'anima di un vampiro nella pietra quando lo trafigge al cuore. È l'arma di cui Rayna Cruz si serve per la caccia ai vampiri, è stato suo padre a regalargliela, gli sciamani Immortali le donarono potere insieme alla Pietra della Fenice. Quando Rayna usa l'arma per ferire un vampiro lo marchia con una cicatrice a forma di croce che nemmeno il loro potere rigenerante riesce a guarire, la cicatrice provocata dalla daga permette a Rayna di localizzare il vampiro marchiato ovunque si trovi, inoltre la cicatrice fa perdere sangue quando Rayna e la daga sono nelle vicinanze del vampiro marchiato. Dopo che Nora e Mary Louise distruggono la Pietra della Fenice con la loro magia la daga diventa una comune arma senza potere.

#### Diapason
Oggetto usato nell'ottava stagione di The Vampire Diaries, chiamato anche "Bastone di Arcadius", è un'asta di metallo a due punte con le stesse caratteristiche di un diapason, forgiato nel fuoco che bruciò vivo Cade. Il suono generato dalle ripercussioni dell'oggetto crea un particolare suono che può essere captato solo da coloro che possiedono il potere psichico come le streghe e i sensitivi, indebolendoli.

#### Campana dei Maxwell
Oggetto usato nell'ottava stagione di The Vampire Diaries, è stata forgiata da Ethan Maxwell con la magia delle streghe di Mystic Falls, tra cui Beatrice Bennett, allo scopo di usarla contro le sirene, ma Cade individuò un secondo utilizzo e quindi Sybil e Seline fecero montare su di essa il diapason e il percussore come batacchio, in questo modo amplifica il suo potere di indebolire le creature capaci di usare il potere psichico, ma se invece a suonare la campana è un Maxwell, per dodici volte di seguito, la campana libera le fiamme infernali della dimensione infernale creata da Cade, capaci di incenerire qualunque cosa, infatti la campana potrebbe persino distruggere Mystic Falls. Ciò è dovuto al fatto che il suono generato dalle ripercussioni del diapason interferiscono, anche se di poco, con l'energia psichica che alimenta il fuoco della dimensione infernale, ma la campana amplifica il suono di mille volte quindi tale suono crea uno squarcio tra il mondo dei vivi e l'Inferno, addirittura quando Matt l'ha suonata solo undici volte pur non avendo liberato le fiamme infernali è riuscito ad aprire una breccia tra il mondo dei vivi e la dimensione infernale che ha permesso a Cade di attraversarla tornando in vita. La campana è sicuramente l'oggetto con il maggior potere distruttivo apparso nella serie, tuttavia il suo fantomatico potere non è mai stato mostrato perché quando Ethan la suonò dodici volte le cento streghe lì presenti unirono la loro magia fermando il fuoco infernale, anche se morirono bruciate vive, mentre quando Vicki l'ha suonata dodici volte nell'ultimo episodio Bonnie ha manipolato le fiamme dell'Inferno che non hanno distrutto Mystic Falls, indirizzandole proprio verso la dimensione infernale distruggendola; tra l'altro dato che l'Inferno non esiste più la campana ha perso il suo potere distruttivo.

#### Medaglione di Ethan
Oggetto comparso nell'ottava stagione di The Vampire Diaries, Dorian lo consegna a Matt, l'oggetto apparteneva al suo antenato Ethan, e permette al giovane Donovan di accedere ai ricordi di Ethan anche se con poco controllo, infatti il medaglione ha fatto sì che Matt soffrisse di sonnabulismo, ma Alaric gli ha permesso di mettere a fuoco i ricordi legati al medaglione con una forma di ipnosi.

#### Pugnale in vetro
Oggetto comparso nell'ottava stagione di The Vampire Diaries, è l'unica arma che può uccidere Cade, dato che è stato forgiato nel vetro con le ossa di Cade. Stefan userà l'arma contro di lui uccidendolo, tra l'altro il pugnale si polverizza dopo la morte di Cade.

### Introdotti inThe Originals
Di seguito sono elencati gli oggetti non apparsi precedentemente in The Vampire Diaries, la cui apparizione è avvenuta per la prima volta in The Originals.

#### Gioielli lunari
Oggetto usato nella prima stagione di The Originals. Nella serie viene creata per i licantropi una versione analoga ai gioielli solari, i gioielli lunari, con cianite nera montata sul metallo, che oltre a impedire ai licantropi di trasformarsi in lupi durante le notti di plenilunio, permettono loro di usare anche nella forma umana i poteri di lupo. I gioielli vennero inventati da Esther nel Medioevo, che scrisse la formula nel suo grimorio, presumibilmente con lo scopo di farlo avere ad Ansel, il padre biologico di Klaus.
Genevieve, la strega che ne crea alcuni per conto di Klaus, inganna quest'ultimo dicendogli che serve il sangue di Klaus (l'unico licantropo che già di per sé non è soggetto alla maledizione della luna) per dare potere ai gioielli. In realtà non era affatto necessario, era un tranello per far sì che, ad ogni luna piena, Klaus perdesse tutta la sua forza, dando potere agli anelli. Esther, infatti, poi tornata in vita nel corpo della ragazza del Raccolto, Cassie,  ne crea a dozzine senza prendere il sangue di nessuno. I gioielli possono essere distrutti semplicemente con dell'acqua bollente, essendo una semplice combinazione degli elementi del fuoco e dell'acqua.

#### Ago dei dolori
Oggetto usato nella prima stagione di The Originals. Un oggetto oscuro creato nel 1860 ed ha un solo scopo. Conficcato nel ventre di una donna incinta, uccide il feto nell'utero alzando la temperatura del sangue, provocando un aborto spontaneo. La strega Agnes lo usa su Sophie, collegata ad Hayley, per uccidere la bambina di quest'ultima e Klaus, ma il piano non viene portato a compimento in quanto, grazie all'involontario aiuto di Davina, l'unione tra la strega ed Hayley viene spezzata.

#### Rosario della pazzia
Oggetto usato nella prima stagione di The Originals. Oggetto oscuro creato nei primi anni del ventesimo secolo dalle streghe Astrid e Mary-Alice, su ordine di Kol Mikaelson. Tale rosario ha il potere di maledire una persona che, lentamente ma inesorabilmente, perde la propria sanità mentale e viene colto da una terribile furia omicida. L'anziana Agnes lo usò per maledire Sean O'Connell, il quale uccide i suoi compagni seminaristi per poi suicidarsi. In seguito Bastianna lo usa per una maledizione simile su padre Kieran, zio di Sean, che tenta di uccidere la nipote Cami dopo essersi trasformato in vampiro, prima che Klaus lo uccida.

#### Stella del Diavolo
Oggetto usato nella prima stagione di The Originals. Oggetto oscuro creato nei primi anni del ventesimo secolo dalle streghe Astrid e Mary-Alice, su ordine di Kol Mikaelson. La stella è un oggetto metallico a sei punte che provoca mille tagli alla persona che viene colpita con essa. Se si tratta di un essere umano muore immediatamente a causa delle numerose ferite. Viene usata da Marcel per uccidere Monique, la quale era in procinto di pugnalare a morte Hope. Camille in un'occasione usa l'arma per colpire Lucien anche se, essendo una Bestia, non ha sortito alcun effetto su di lui.

#### Braccialetto dell'obbedienza
Oggetto usato nella prima e nella seconda stagione di The Originals. Oggetto oscuro creato nei primi anni del ventesimo secolo dalle streghe Astrid e Mary-Alice, su ordine di Kol Mikaelson. Davina Claire usa questo oggetto per potenziare l'incantesimo per riportare Mikael in vita, dopodiché lo indossa per controllare a suo piacimento Mikael. Il soggetto è controllato, finché la persona che ha lanciato l'incantesimo lo indossa, non può nuocere a quest'ultima e segue tutti i suoi ordini. Viene disattivato da Kol.

#### Catene maledette
Oggetti usati nella seconda stagione di The Originals. Oggetti oscuri creati nei primi anni del ventesimo secolo dalle streghe Astrid e Mary-Alice, su ordine di Kol Mikaelson. Sono catene che, una volta applicate ad una strega, le impediscono di usare la magia, sopprimendo quest'ultima finché non viene liberata. A detta di Marcel, la fazione umana ne usò diverse tempo addietro per combattere le streghe. Vengono usate in seguito per intrappolare Finn, nel corpo dello stregone Vincent, e Kol, nel corpo dello stregone Kaleb. Vengono usate anche su Eva Sinclair e su Freya Mikaelson e, infine, su Rebekah, nel corpo di Eva, e su Esther, che le userà per strangolare Dahlia il tempo sufficiente da permettere a Klaus di uccidere sia la madre che la zia in un colpo solo. Sembra che non funzionino su streghe estremamente potenti, in quanto Freya riesce a liberarsi da sola, usando il suo enorme potere magico. Una delle catene viene privata del suo potere quando esso viene trasferito in un braccialetto per Hope Mikaelson per nascondere la sua magia a Dahlia.

#### Pugnale d'oro
Oggetto usato nella seconda stagione di The Originals. Oggetto oscuro creato da Davina Claire e Kol Mikaelson. Originariamente era uno dei cinque pugnali d'argento usati con la cenere di quercia bianca per uccidere temporaneamente i vampiri Originali. Kol si impadronì di uno dei pugnali (logicamente del quinto che non aveva effetto su Klaus) e lo nascose col proposito di trasformare l'argento che lo compone in oro. Essendo il pugnale già un oggetto oscuro assai potente, richiede un diamante grosso e perfetto per incanalare energia magica sufficiente a trasformarlo. Cambiando l'argento in oro, il pugnale ha effetto soltanto su Klaus che, immune all'argento, non poteva subirne gli effetti. Il pugnale viene lasciato in mano a Davina che poi lo darà a Marcel per fermare Klaus. Elijah, quindi, pugnala Klaus e lo chiude in una bara, ma Dahlia, usando il suo potere, risveglia Klaus e gli permette di liberarsi. Klaus, dopo essersi collegato a Dahlia, si pugnala da solo per mettere anche lei fuori gioco. Il pugnale viene poi sciolto completamente dal potere di Dahlia.

#### Lama di Papa Tunde
Oggetto usato nelle quattro stagioni di The Originals. La lama di Papa Tunde (Papa Tunde's Blade) è un oggetto oscuro creato tra gli ultimi anni del diciannovesimo secolo e i primi del ventesimo secolo dallo spietato stregone Papa Tunde. Quest'ultimo, dopo essere stato riportato in vita nel ventunesimo secolo per vendicarsi degli Originali, carica il pugnale con un immenso ammontare di magia oscura, più precisamente la magia sacrificale, immettendo in esso il potere di numerose vittime tra i vampiri. Sacrificando infine se stesso, facendosi uccidere da Celeste con la stessa lama, la rende tanto potente da poter render inoffensivo anche un Originale. Una volta conficcata nel petto di un Originale, questa lama entra da sola nel suo corpo e provoca un dolore atroce nella vittima. Stando alle parole di Klaus, il tempo perde significato e tutto viene vissuto come una totale e assoluta agonia. La vittima è immobilizzata, proprio come se colpita da un pugnale d'argento, inoltre viene quasi dissanguata, ma invece di cadere in stato di incoscienza prova pene indicibili. Bisogna aprire il torace della vittima ed estrarre manualmente il pugnale per porre fine al dolore. Essendo il pugnale carico di energia oscura, la ferita da esso lasciata impiega tempo a rimarginarsi e il vampiro, o ibrido, necessita di molto sangue per riprendere le forze. L'unico vampiro che sia riuscito a liberarsi da solo è Mikael, presumibilmente grazie alla sua enorme forza mentale che gli ha permesso di sopportare il dolore (infatti egli riesce anche a dominare gli effetti del veleno di licantropo). L'arma passa dalle mani di Papa Tunde a quelle di Celeste, poi Camille lo consegna a Klaus, che viene trafitto da Sophie Deveraux. Il pugnale, alla fine, torna in mano a Klaus, che lo aggiunge alla sua collezione di oggetti oscuri e ne fa uso contro Mikael, ma solo temporaneamente visto che questi si libera. Klaus se ne riappropria in seguito, per poi usarlo su Elijah nell'esecuzione del suo piano per fermare Dahlia. Klaus viene colpito tempo dopo dalla lama dopo aver cercato di usarla contro Lucien per poi essere liberato nella stessa giornata, ma alla fine Marcel lo pugnala con quella lama per lasciarlo in balia di atroci sofferenze anche se poi lo estrarrà. La lama non sortisce nessun effetto su Marcel, la Bestia, infatti quando Klaus lo pugnala con l'arma lui riesce subito a estrarla. Si scoprirà che in principio la lama era una delle ossa del corpo della malvagia e potente strega Inadu.

#### Braccialetto di Hope
Oggetto usato nella seconda stagione di The Originals. Oggetto oscuro creato da Davina Claire. Creato tramite il trasferimento della magia di una delle catene maledette. Ha lo stesso effetto. Hope non lo indossa più.

#### Candela dei mezzaluna
Oggetto usato nella terza stagione di The Originals. Oggetto oscuro creato da Davina Claire. Finché la candela è accesa, la maledizione sul branco dei mezzaluna inflitta da Dahlia, che obbliga i lupi a rimanere tali in maniera persistente, per poi tornare umani solo nelle notti di luna piena, è neutralizzata. Dopo che gli Antenati accettano la richiesta di Davina di rompere la maledizione, la candela viene spenta e non più utilizzata.

#### Diamante della vedova Fauline
Oggetto usato nella seconda stagione di The Originals. Diamante appartenuto alla vedova Fauline, usato da Kol e Davina per incanalare abbastanza potere da creare il pugnale d'oro per fermare Klaus. È un diamante di paragone, quindi un diamante perfetto, di dimensioni considerevoli. Due streghe con una buona intesa possono utilizzarlo per concentrare insieme i loro poteri nella magia nera denominata Kemiya, imparata da Kol in Arabia in uno dei suoi viaggi, che permette di creare oggetti oscuri e di modificarli.

#### Serratura
Oggetto usato nella terza stagione di The Originals. La Serratura è un oggetto simile a un medaglione di bronzo con dei segni runici, è un sigillo indistruttibile e impenetrabile, dal quale nessuno può entrare o uscire, che si può applicare in uno spazio chiuso usandolo come prigione. Il potere della Serratura non può essere inibito, il solo modo per liberarsene è utilizzarla. Lucien e Tristan intendevano usare l'oggetto magico contro gli Originali, a tale scopo il secondo ha costretto Vincent Griffith ad attivare il potere dell'oggetto, ma Tristan viene messo in trappola da Camille che aveva assunto le sembianze di Aurora grazie ad una magia illusoria di Freya e Vincent. La ragazza entra in un container insieme al vampiro, Camille era in fase di transizione per diventare un vampiro quindi una volta che lei attiva la Serratura riesce a uscirvi in quanto non era né viva né morta, mentre Tristan rimane intrappolato nel container, che viene gettato nelle profondità dell'oceano costringendo il vampiro ad annegare in eterno.

#### Paletto della Strige
Il paletto della Strige è un'arma pregna di magia oscura usata dai vampiri della Strige, non è chiaro di quanti paletti dispongano (ne sono stati mostrati due) e il loro potere è simile a quello dei pugnali d'argento, infatti se conficcati nel cuore di un Originale lo paralizzano finché l'arma non viene estratta. Come spiega Rebekah, però, mentre il pugnale d'argento non provoca dolore e non fa percepire lo scorrere del tempo, il paletto fa provare freddo, angoscia, solitudine e la consapevolezza del tempo che scorre, rendendo il tutto molto doloroso psicologicamente. Il paletto, anche dopo l'estrazione, resta pericoloso, infatti quando ciò avviene l'Originale in questione, dopo un po', perde il controllo di sé diventando aggressivo e violento, sentendo l'irrazionale desiderio di uccidere, inoltre sul polso appare un marchio, Rebekah è stata infatti vittima del potere dell'oggetto. Usando un pugnale d'argento puro, della radice di muschio bianco e un incantesimo è possibile attenuare l'effetto dal paletto tagliando letteralmente via il simbolo della maledizione dal braccio, ma per poco, comunque Freya e Hayley sono riuscite a studiare un modo per liberare l'Originale dall'energia maligna del paletto.

#### Proiettili di quercia bianca
Proiettili di legno fatti intagliare da un falegname per conto di Aurora nella terza stagione di The Originals. Sono stati creati con il legno di quercia bianca di cui era composto il cavaliere intagliato da Klaus da bambino mille anni prima e che lui donò a Rebekah, per poi regalarlo ad Hope mille anni dopo, inconsapevole che provenisse proprio dall'albero in grado di ucciderli. I proiettili sono stati quasi tutti distrutti e l'ultimo è stato disintegrato durante l'incantesimo atto a creare "la Bestia" eseguito da Vincent Griffith sotto coercizione delle Antenate.

### Introdotti inLegacies
Di seguito sono elencati gli oggetti non apparsi precedentemente in The Vampire Diaries o The Originals, la cui apparizione è avvenuta per la prima volta in Legacies.

#### Anello dell'illusione
L'anello dell'illusione ha la capacità di creare (come suggerisce il nome) illusioni e viene utilizzato inizialmente da Clarke. Principalmente può essere adoperato per far sì che il suo portatore possa prendere le sembianze di un'altra persona.

#### Mora muserium
Oggetto simile a una clessidra, che ha il potere di incanalare a sé la magia nera, entro certi limiti. Una volta sigillata la magia nera all'interno dell'oggetto, esso però, entro un certo periodo, si distrugge automaticamente, infatti il tempo in cui esso riesce a sigillare la magia oscura è limitato. Una volta che il mora muserium viene distrutto, la magia nera che era stata sigillata in esso fa ritorno alla sua fonte originale.

#### Prisma
Oggetto usato nella Scuola Salvatore che ha lo scopo di aiutare le persone a fare chiarezza con i propri pensieri, il prisma proietta una versione umana del proprio subconscio che prende le sembianze di una persona familiare. In un episodio della seconda stagione Josie usa il prisma per creare un clone di Landon, che al contrario di quello vero è costretto a dire sempre la verità in quanto animato solo da sentimenti inconsci senza freni inibitori.

#### Tridente
Capace di trasferire la coscienza di chi lo usa nel corpo della persona che colpisce. Volendo, chi lo usa può anche tornare nel suo corpo, invertendo il processo. Per poter attivare il potere del tridente è necessaria una grande quantità di magia nera. Ne esistono due esemplari: il primo usato da Clarke e il secondo da Aurora.

#### Obolo
L'obolo è una moneta che viene usata nel Limbo che consente al traghettatore di permettere all'anima di un defunto di trovare la pace, effettivamente senza l'obolo il traghettatore non consente a un'anima di abbandonare il Limbo. L'obolo può essere ottenuto quando si compie un bel gesto o quando si prende coscienza di alcune verità dolorose che non consentono all'anima di trovare la pace e la redenzione.

#### Lancia divina
È un'arma creata da Jen su ordine di Ken, animata del potere divino e dalle ceneri della quercia rossa, di conseguenza il suo potere è tale da poter uccidere sia Hope in qualità di tribrido, che un Dio. Quando qualcuno viene ferito dell'arma, essa rilascia il potere divino togliendo la vita, infatti quando Aurora viene uccisa dall'arma, Hope non è stata capace di guarirla con il suo sangue proprio perché il potere dell'arma che stava circolando nel corpo di Aurora non poteva essere soppresso nemmeno dalle proprietà curative del sangue di Hope.